# Vaimalama Chaves
Pour les articles homonymes, voir Chaves.
Vaimalama Chaves, née le 3 décembre 1994 à Papeete, est une reine de beauté, mannequin, chanteuse et ukuléliste française. Elle est élue Miss Tahiti 2018 et Miss France 2019. Elle est la 89e Miss France.

## Biographie

### Famille
Vaimalama Myriam Chaves naît le 3 décembre 1994 à Papeete, d'un père employé travaillant dans la télécommunication à l'OPT et d'une mère infirmière. Vaimalama Chaves est issue d'une famille recomposée de cinq enfants,. Son grand-père maternel est wallisien et elle a aussi des origines portugaises et irlandaises du côté de son père. Une de ses cousines est Mareva Georges, élue Miss Tahiti 1990 et Miss France 1991,.

### Enfance et adolescence
Partagée entre son père et sa mère, elle vit tantôt à Mahina tantôt à Faaa. Elle se passionne pour le surf et pratiquerait le chant et la musique (ukulélé, guitare)[source insuffisante]. Durant son adolescence, elle déclare avoir eu des problèmes de surpoids, ce qui lui a valu des moqueries. Entre ses 18 et ses 23 ans, elle perd vingt kilos. Elle déclare ainsi, après son élection comme Miss France : « C'est une victoire pour toutes les personnes qui ont du mal à s'assumer ».

### Formation et carrière professionnelle
Après avoir obtenu en 2012 un baccalauréat technologique en communication à l’issue de sa scolarité au lycée-collège La Mennais, elle effectue un BTS en négociation et relation client au lycée Aorai de Pirae, dont elle sort diplômée en 2014. Par la suite, elle obtient une licence droit-économie-gestion (parcours commerce international) du Conservatoire national des arts et métiers de la chambre de commerce, d'industrie, des services et des métiers (CCISM), avant d'obtenir un master en management à l'université de la Polynésie française en 2017,. Elle commence à travailler comme animatrice de communauté (community manager) pour une salle de fitness et musculation,. Au moment de son élection de Miss France, elle souhaite se destiner au professorat et enseigner le marketing.

## Concours de beauté

### Miss Tahiti 2018
Vaimalama Chaves devient Miss Tahiti le 22 juin 2018 à Papeete, succédant à Turouru Temorere.

### Miss France 2019
Le 15 décembre 2018, au Zénith de Lille, Vaimalama Chaves est élue Miss France 2019, l'emportant devant Ophély Mézino (Miss Guadeloupe), avec 44 % des voix des téléspectateurs. Au premier tour de l'élection (top 12), elle termine première des douze candidates. Elle remporte le concours, devenant la cinquième Miss Tahiti à remporter l'élection de Miss France après Edna Tepava (1974), Thilda Fuller (1980), Mareva Georges (1991) et Mareva Galanter (1999).
Le 25 juin 2019, Vaimalama Chaves annonce qu’elle ne représentera pas la France aux concours de Miss Monde 2019 ou Miss Univers 2019, préférant « se consacrer entièrement à son rôle de Miss France ». Elle est remplacée par sa première dauphine, Ophély Mézino, pour Miss Monde et par Maëva Coucke (Miss France 2018) pour Miss Univers.
Pendant son année de Miss, elle a des activités très variées. Elle enregistre deux singles (Jardin d'hiver, une reprise d'Henri Salvador, et Ton nom déjà) et un album, Good Vaïbes, et tourne dans le téléfilm Meurtres à Tahiti, dans lequel elle interprète Jardin d'hiver et donne la réplique à Jean-Michel Tinivelli. Elle participe également au jeu Fort Boyard, sur France 2, le 13 juillet 2019.
Fin 2019, Vaimalama Chaves accompagne les Miss régionales en Polynésie française pour leur voyage de préparation, puis couronne Clémence Botino, Miss Guadeloupe élue Miss France 2020 au Dôme de Marseille le 14 décembre 2019.

## Carrière
Souhaitant se lancer dans une carrière musicale, elle ouvre le 1er novembre 2019 une chaîne YouTube et sort quelques jours plus tard son premier titre, Jardin d'hiver (reprise d'Henri Salvador),. Elle annonce la sortie de son premier album, intitulé Good Vaïbes, pour le 3 avril 2020. Après plusieurs reports du fait de la crise sanitaire de la Covid-19, l’album sort le 4 décembre 2020.
À l'automne 2021, Vaimalama Chaves participe à la onzième saison de l'émission Danse avec les stars sur TF1, devenant la septième Miss France à participer à l'émission après Valérie Bègue, Laury Thilleman, Sylvie Tellier, Iris Mittenaere, Élodie Gossuin et Linda Hardy. Elle termine la compétition à la 8e place.
En 2025, elle fait paraître aux éditions First 'O Vai, un guide sur Tahiti, ses traditions, sa culture.

## Vie privée
De 2020 à 2024, Vaimalama Chaves est en couple avec Nicolas Fleury, champion du monde de cyclisme en équipe,.
Le 26 septembre 2021, elle annonce avoir été victime d'une agression par un groupe de mineurs, dont elle dénonce l'impunité.

## Discographie

### Album
- 2020 : Good Vaïbes (TF1 Entertainment)

1. Jardin d'hiver (reprise d'Henri Salvador)
2. Ton nom déjà
3. Construis-moi
4. Colore
5. Tu me manques
6. Porque Te Vas (reprise de Jeanette)
7. J'ai demandé à la lune (reprise d'Indochine)
8. Ce temps qu'on perd
9. On est d'amour
10. La vie en rose (reprise d'Édith Piaf)
11. J'apprendrai
12. Nos fiançailles
13. Adieu mon amour
14. Pourtant

## Filmographie
- 2019 : Meurtres à Tahiti de François Velle : la chanteuse du Beach House.
- 2020 :  Miss de Ruben Alves : elle-même.

## Télévision

### Candidate
- 2018 : Élection Miss France 2019 sur TF1
- 2019, 2020, 2021, 2022 et 2023 : Fort Boyard sur France 2
- 2020 : Boyard Land sur France 2
- 2021 : Danse avec les stars (saison 11) sur TF1
- 2022 : Les Plus Belles Vacances sur TF1
- 2024 : Saison 7 du Meilleur Pâtissier, spécial célébrités (Gulli)

### Chroniqueuse
- 2021 : Issa dans tous ses états sur M6.

## Distinction
- Médaille d'honneur de l'engagement ultramarin, échelon bronze (2024)[32]
- Chevalier de l'ordre de Tahiti Nui (2018)

Le 22 décembre 2018, Vaimalama Chaves reçoit l'insigne de chevalier de l'ordre de Tahiti Nui, équivalent pour la Polynésie française de l'ordre national du Mérite.